# ...Twice Shy
...Twice Shy è il quarto album in studio del gruppo musicale statunitense Great White, pubblicato nell'aprile del 1989 dalla Capitol Records. Contiene il singolo di maggior successo del gruppo, la cover Once Bitten, Twice Shy di Ian Hunter, che trainò l'album fino al nono posto della Billboard 200 facendogli guadagnare il doppio disco di platino.
È stato distribuito anche in edizione limitata con un CD bonus intitolato Live at the Marquee registrato al Marquee Club di Londra il 18 dicembre 1987.

## Tracce
Testi e musiche di Mark Kendall, Jack Russell, Alan Niven e Michael Lardie, eccetto dove indicato.
1. Move It – 5:35
2. Heart the Hunter  – 4:50
3. Hiway Nights – 6:00
4. The Angel Song – 4:51 (Kendall, Niven)
5. Mista Bone – 5:10 (Kendall, Niven, Audie Desbrow, Tony Montana)
6. Baby's on Fire – 6:11 (Kendall, Russell, Niven, Lardie, Montana)
7. House of Broken Love – 5:58 (Russell, Niven, Lardie)
8. She Only – 5:23
9. Once Bitten, Twice Shy – 5:22 (Ian Hunter)

### CD bonus dell'edizione limitata
Live at the Marquee
1. Shot in the Dark
2. What Do You Do
3. Gonna Getcha
4. Money (That's What I Want)
5. All Over Now
6. Is Anybody There?
7. Face the Day
8. Rock Me

## Formazione
Great White
- Jack Russell – voce
- Mark Kendall – chitarre, cori
- Michael Lardie – chitarre, tastiere, produzione, arrangiamenti, ingegneria del suono
- Tony Montana – basso
- Audie Desbrow – batteria

Produzione
- Alan Niven – produzione, arrangiamenti
- Eddie Ashworth – ingegneria del suono
- Melissa Sewell – ingegneria del suono (assistente)
- George Marino – mastering

## Classifiche

### Classifiche settimanali
| Classifica (1989) | Posizione massima |
| ----------------- | ----------------- |
| Canada            | 22                |
| Germania          | 41                |
| Stati Uniti       | 9                 |

### Classifiche di fine anno
| Classifica (1989) | Posizione |
| ----------------- | --------- |
| Stati Uniti       | 31        |